# Prothoe mahasthama
Prothoe mahasthama är en fjärilsart som beskrevs av Hans Fruhstorfer 1913. Prothoe mahasthama ingår i släktet Prothoe och familjen praktfjärilar. Inga underarter finns listade i Catalogue of Life.